# Цешене
Цешене (пол. Cieszenie, нім. Zeschin) — село в Польщі, у гміні Хмельно Картузького повіту Поморського воєводства.
Населення — 405 осіб (2011).
У 1975-1998 роках село належало до Гданського воєводства.

## Демографія
Демографічна структура станом на 31 березня 2011 року:
|          | Загалом | Допрацездатний вік | Працездатний вік | Постпрацездатний вік |
| -------- | ------- | ------------------ | ---------------- | -------------------- |
| Чоловіки | 213     | 77                 | 121              | 15                   |
| Жінки    | 192     | 45                 | 120              | 27                   |
| Разом    | 405     | 122                | 241              | 42                   |